# 佐久間町大井
佐久間町大井（さくまちょうおおい）は静岡県浜松市天竜区の大字。

## 地理
浜松市天竜区の西部、佐久間地区の東部に位置する。東で春野町豊岡及び水窪町山住、西で佐久間町佐久間、南で佐久間町上平山及び龍山町瀬尻、北で佐久間町相月及び佐久間町奥領家と接する。

### 山岳
- 浅間山

### 河川
- 天竜川
- 水窪川

## 歴史

### 沿革
- 1889年（明治22年）4月1日 - 町村制の施行により、豊田郡大井村が周辺の村と合併し、豊田郡山香村となる[WEB 6]。旧村名は山香村の大字として残る[WEB 7]。
- 1896年（明治29年）4月1日 - 郡制の施行により、山香村の所属郡が磐田郡に変更となる。
- 1901年（明治34年）11月1日 – 山香村と龍川村の各一部を合併して龍山村が発足する。
- 1956年（昭和31年）9月30日 – 山香村が周辺の町村と合併して佐久間町となる。
- 2005年（平成17年）7月1日 – 佐久間町外10市町村が浜松市に編入される。
- 2007年（平成19年）4月1日 - 浜松市が政令指定都市となる。佐久間町大井は天竜区の一部となる。

## 施設
- 浜松市山香ふれあいセンター
- 西渡郵便局
- 曹洞宗 明光寺
- 貴船神社
- 八幡神社
- 稲荷神社

## 交通

### バス
- 浜松市自主運行バス北遠本線：（西鹿島駅 方面 - ）大輪 - 椎ノ平 - 西渡 - 湯の沢 - 瀬戸口 - 和泉（ - 水窪町 方面）
  - 水窪タクシーに委託
  - 年末年始は運休
- 浜松市佐久間ふれあいバス
  - 西渡方面線（平日・土曜運行、全線全便事前予約制）：（歴史と民話の郷会館 方面 - ）落井バス停 - 中芹バス停 - 旧山香公民館 - 西渡駅バス停 - 大滝集会所
  - 竜頭方面線（月・火・木曜運行、全線全便事前予約制）：（歴史と民話の郷会館 方面 - ）落井バス停 - 中芹バス停 - 旧山香公民館（ - 山香ふれあいセンター） - 西渡駅バス停（ - 戸口地区内停留所） - 湯の沢バス停 - 瀬戸口バス停 - 福沢龍頭大橋 - 福沢区民館 - 福沢ロータリー - 福沢三井宅前 - 福沢日向終点
  - 上平山方面線（月・金曜運行、一部事前予約制）：（歴史と民話の郷会館 方面 - ）落井バス停 - 中芹バス停 - 旧山香公民館（ - 山香ふれあいセンター） - 西渡駅バス停（ - 戸口地区内停留所） - 大滝線入口 - 大輪観光トイレ（ - 舟代 方面）
  - 瀬戸・横吹方面線（月～木曜運行、月・火曜便は事前予約制、水・木曜便は一部停留所を乗降する場合は事前予約制）
    - 横吹経由（月・水曜運行）：（歴史と民話の郷会館 方面 - ）落井バス停 - 中芹バス停 - 旧山香公民館 - 旧山香小学校 - 明光寺入口 - 瀬戸旧伊藤宅前 - 間庄三輪宅前 - 立原森谷宅前（ - 城西ふれあいセンター 方面）
    - 福沢経由（火・木曜運行）：（歴史と民話の郷会館 方面 - ）落井バス停 - 中芹バス停 - 旧山香公民館 - 西渡駅バス停 - 湯の沢バス停 - 瀬戸口バス停 - 福沢龍頭大橋（ - 城西ふれあいセンター 方面）

  - 和泉・相月方面線：落井バス停 - 中芹バス停 - 旧山香公民館 - 西渡駅バス停 - 湯の沢バス停 - 瀬戸口バス停 - 福沢龍頭大橋 - 和泉孝谷宅前 - 和泉茶工場前（ - 城西ふれあいセンター 方面）
    - 水窪タクシーに委託
    - 祝日及び年末年始は運休、山香ふれあいセンターは一部便のみ経由、戸口地区の停留所を利用する場合は事前予約制、竜頭方面線の一部は仙戸線終点及び鮎釣線終点を経由（これらの停留所を利用する場合は事前予約が必要）、西渡線の土曜便は平沢発西渡駅バス停行（途中一部停留所通過）

### 道路
- 国道152号
- 国道473号
- 静岡県道285号大輪天竜線

## その他

### 学区
小学校・中学校の学区は以下の通りである。
- 浜松市立佐久間小学校
- 浜松市立佐久間中学校

### 警察
警察の管轄区域は以下の通りである。
| 番・番地等 | 警察署     | 交番・駐在所     |
| ---------- | ---------- | ---------------- |
| 全域       | 天竜警察署 | 山香警察官駐在所 |

### 消防
消防の管轄区域は以下の通りである。
| 番・番地等 | 消防署     | 本署/出張所  |
| ---------- | ---------- | ------------ |
| 全域       | 天竜消防署 | 佐久間出張所 |

### WEB
1. ↑  “h02_22.csv”.   総務省 (2022年2月10日). 2024年12月4日閲覧。
2. ↑  “静岡県浜松市天竜区 (22137)｜国勢調査町丁・字等別境界データセット”.   人文学オープンデータ共同利用センター. 2024年12月4日閲覧。
3. ↑  “静岡県 浜松市天竜区 佐久間町大井の郵便番号 - 日本郵便”.   日本郵便. 2024年12月4日閲覧。
4. ↑  “市外局番の一覧”.   総務省 (2022年3月1日). 2024年12月4日閲覧。
5. ↑  “事業所案内及び管轄地域（事務所3件、分室3件）”.   一般社団法人静岡県自動車会議所. 2024年12月4日閲覧。
6. ↑  “historyofcities.pdf”.   静岡県総務部合併推進室・財団法人静岡県市町村振興協会. 2024年12月4日閲覧。
7. ↑  “解説ページ”.   株式会社エア. 2024年12月4日閲覧。
8. ↑  “学校名から探す／浜松市”.   浜松市 (2024年1月1日). 2024年12月4日閲覧。
9. ↑  “山香駐在所｜静岡県警察”.   静岡県警察 (2023年11月8日). 2024年12月4日閲覧。
10. ↑  “消防署の町別管轄「さ」／浜松市”.   浜松市 (2024年3月21日). 2024年12月4日閲覧。